# IPhone 3G
Az iPhone 3G az Apple Inc. okostelefonja, az iPhone-széria második tagja, amelyet 2008. június 9-én jelentett be az Apple egy San Franciscó-i fejlesztői konferencián. Belsőleg hasonló elődjéhez, az eredeti iPhone-hoz, de több új eszköz került bele, mint pl. az AGPS, a 3G és az UMTS/HSDPA. Szoftvere az iPhone OS 2, amely a készülékkel egy időben került forgalomba. Az új operációs rendszer mutatta be elsőként az App Store-t, az Apple alkalmazásokat árusító online boltját.

## Története
2008. július 11-én került forgalomba 22 országban, 8 és 16 gigabyte-os változatban a készülék. A 16 GiB-os feketében és fehérben is elérhető volt.
Utódja, a iPhone 3GS egy évvel későbbi megjelenésekor az iPhone 3G továbbra is forgalomban maradt, de az Apple csökkentett árú telefonja lett, fél áron értékesítették. A csökkentett árú iPhone 3G 99 dollárba került, már csak feketében és 8 GB-s verzióban volt elérhető, de frissebb, az iPhone OS 3 szoftverrel. 2010. június 7-én a készülék gyártása megszűnt, az Apple új kedvezményes árú telefonja akkor az iPhone 3GS lett 8 GB tárhellyel.

## Szoftver
Megjelenésekor az iPhone OS 2 operációs rendszerrel működött. Forgalmazása során az iPhone OS 2, iPhone OS 3 és iOS 4 szoftvereket használta. Az iOS 2 2008. július 11-én, az iOS 3 2009. június 17-én, az iOS 4 2010. június 21-én jelent meg. A készülékben legutolsóként használt verzió az iOS 4.2.1 volt, amely 2010. november 22-től volt elérhető (a terméktámogatás ezzel megszűnt).

### App Store
Ebben a készülékben volt először elérhető az iPhone OS 2 egyik fontos eleme, az App Store, egy online, alkalmazásokat árusító bolt. Az App Store biztosítja a felhasználóknak, hogy az alkalmazások között böngészhetnek, és letölthetik azokat. Akkoriban 500 elérhető alkalmazás volt, amely az évek során 1,2 millióig növekedett (2014-es adat).